# 尊德堂严宅
尊德堂严宅原为东山严氏老宅，位于江苏省苏州市吴中区东山镇莫厘村翁巷三号桥70号，斜对松风馆。始建于明代。现存建筑面积1081平方米，该建筑已多处改建，砖雕门楼改建为灶间，大厅分割为三户人家。2014年5月12日公布为苏州市文物保护单位。